# Schietschouw

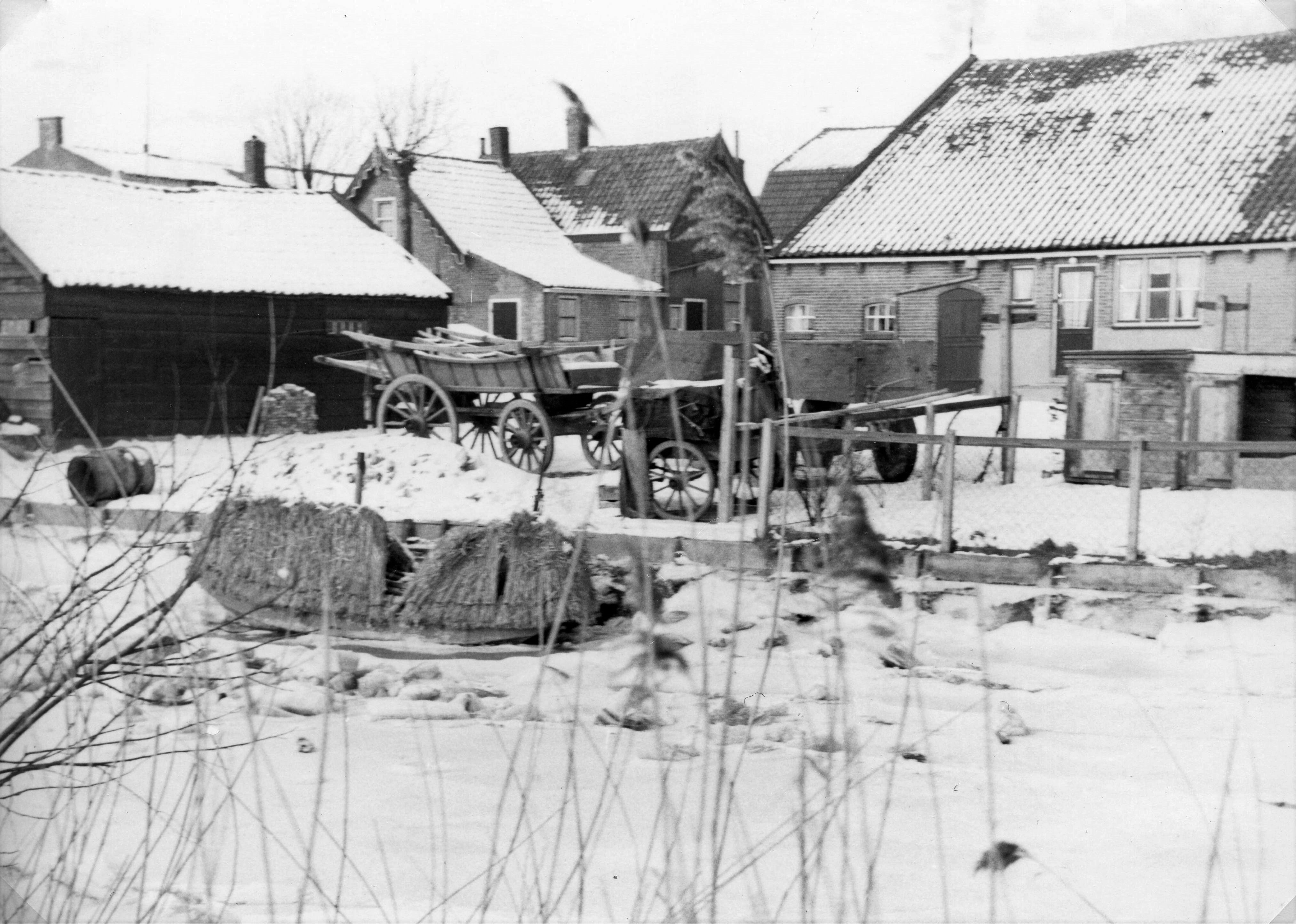
Schietschouw in Spijkenisse, gebruikt om op eenden te jagen ±1963

De schietschouw (ook ijsschouw genoemd en niet te verwarren met een schietschuit) is een kleine, lichte schouw die is uitgerust met met ijzer beslagene schenen (glijders) waarmee hij in de winter over het ijs kan worden geduwd. Wanneer hij door het ijs zakt, kan hij verder varen tot het ijs weer sterker is.
Schietschouwen werden voornamelijk gebruikt om goederen of mensen over te zetten over een rivier wanneer deze in de winter dicht vroor. Met een camouflage van riet werden schietschouwen ook gebruikt om in de winter op waterwild te jagen. De betekenis van het woorddeel 'schiet' in 'schietschouw' is niet bekend.

## Afbeeldingen

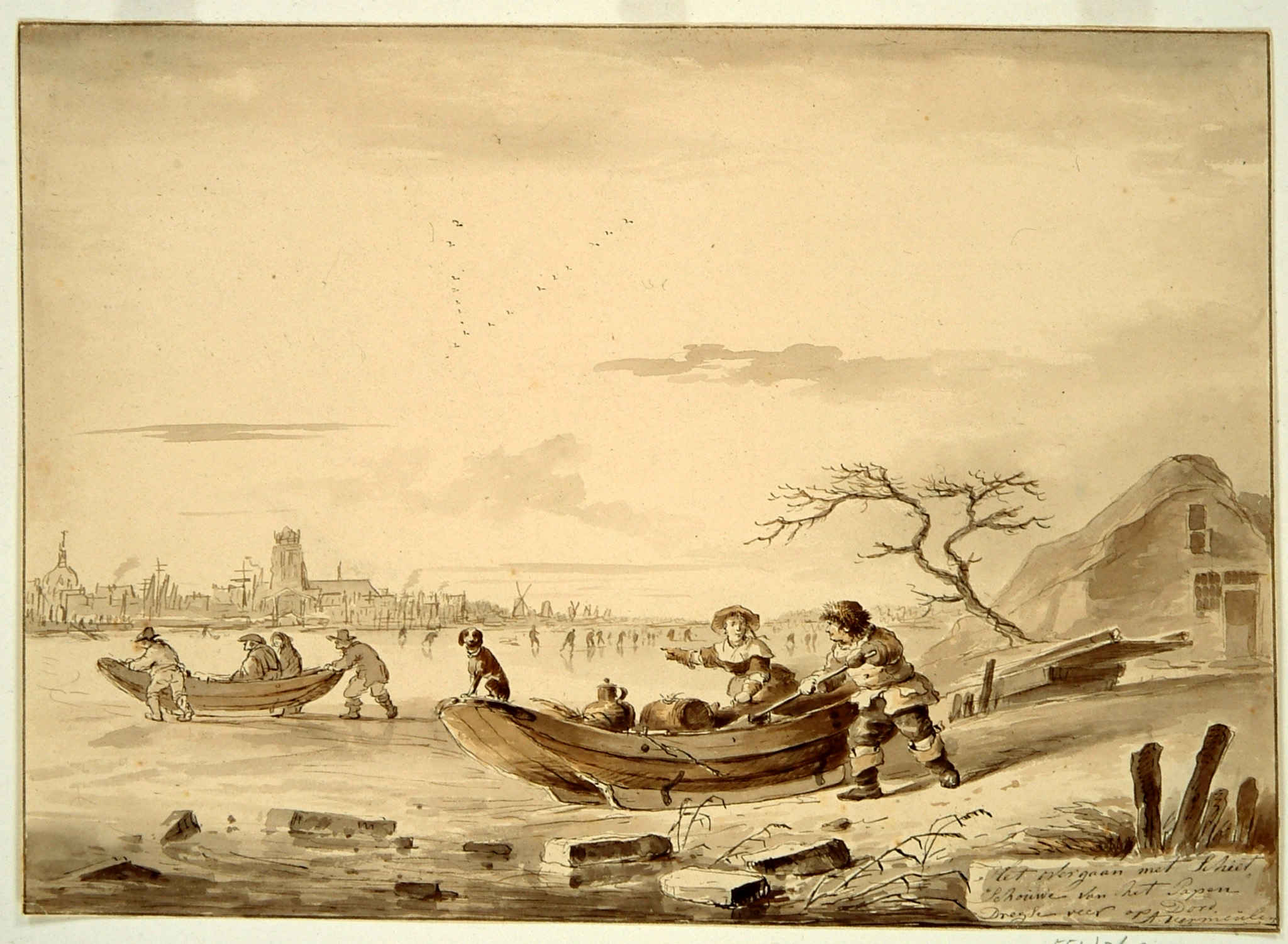
Schietschouwen op de Merwede bij Dordrecht (A. Vermeulen 1795)